# 卡姆·斯通斯
卡姆·斯通斯（英語：Cam Stones，1992年1月5日—），加拿大男子雪车运动员。他曾代表加拿大参加2018年和2022年冬季奥林匹克运动会雪车比赛，其中2022年冬季奥运会获得一枚铜牌。